# 예테보리시

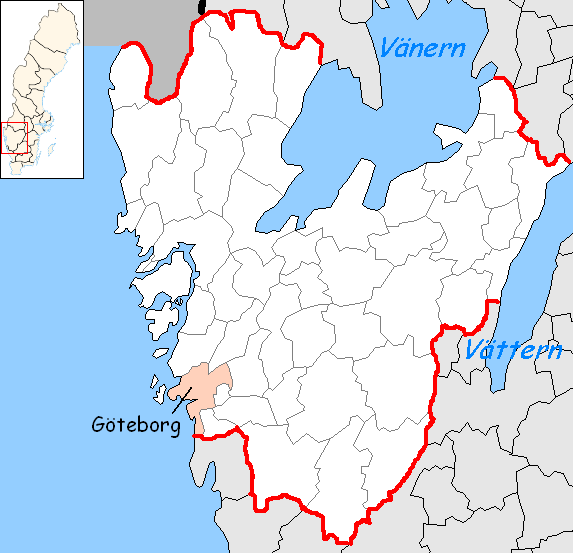
예테보리 시의 위치

예테보리시(스웨덴어: Göteborgs kommun)는 스웨덴 베스트라예탈란드주에 위치한 지방 자치체로 행정 중심지는 예테보리(베스트라예탈란드 주의 주도)이며 면적은 465.22km2, 인구는 500,085명(2016년 12월 31일 기준), 인구 밀도는 1,086.6명/km2이다.

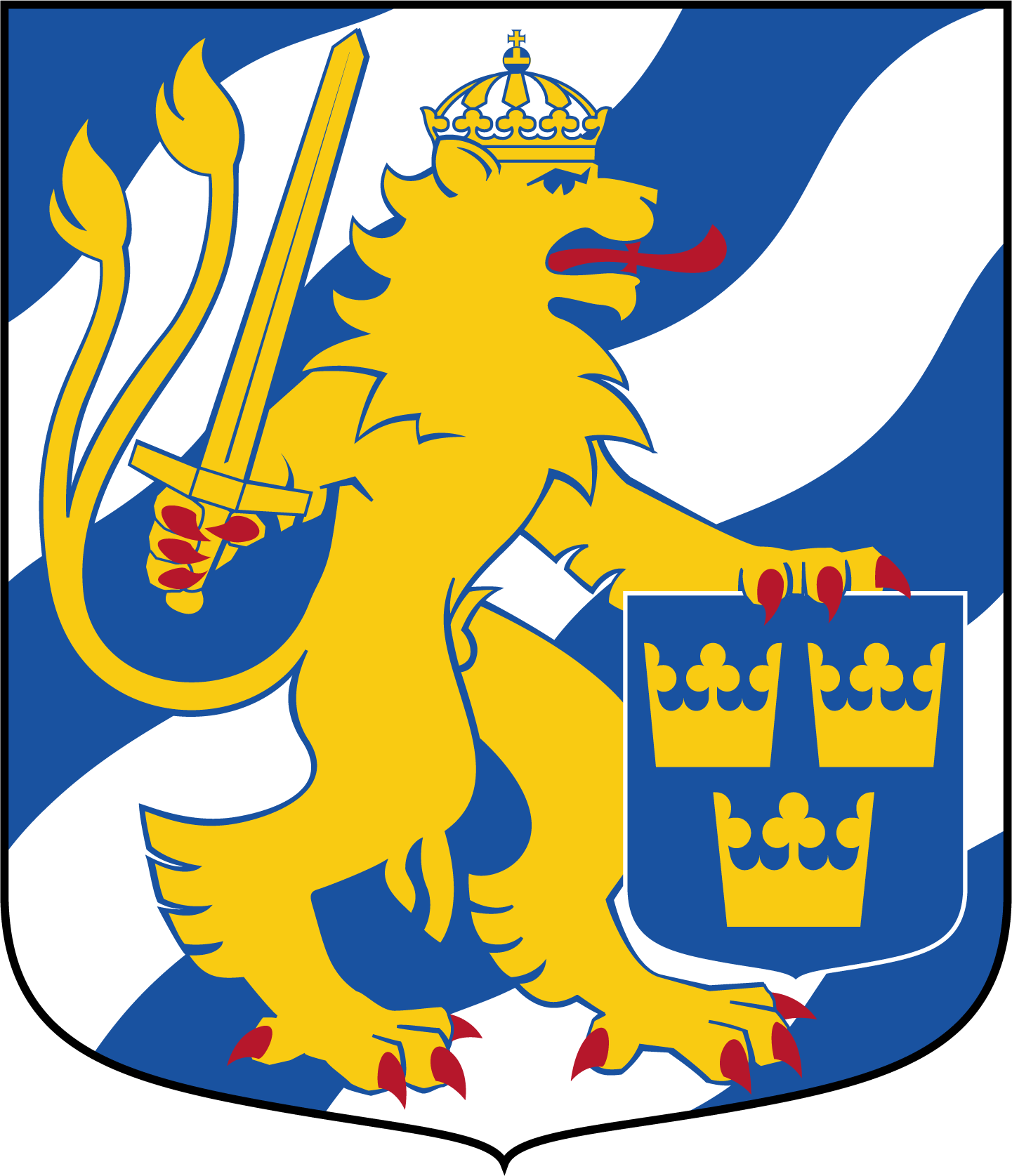
시 문장

## 같이 보기
- 예테보리